# Nesticus archeri
Nesticus archeri là một loài nhện trong họ Nesticidae.
Loài này thuộc chi Nesticus. Nesticus archeri được Willis J. Gertsch miêu tả năm 1984.